# Tetrapterum brachypelma
Tetrapterum brachypelma är en bladmossart som beskrevs av Brotherus 1924. Tetrapterum brachypelma ingår i släktet Tetrapterum och familjen Pottiaceae. Inga underarter finns listade i Catalogue of Life.